# Debito odioso
Per debito odioso (conosciuto anche come debito detestabile) si intende quella teoria di diritto internazionale riguardante la successione tra Stati nel debito pubblico. Con esso ci si riferisce al debito nazionale contratto per perseguire interessi diversi da quelli nazionali nella piena consapevolezza dei creditori e nell'incoscienza dei cittadini.

## Storia
L'origine della teoria viene ricondotta al "regolamento del debito nazionale" emanato nel 1883 in Messico con il fine di non riconoscere il debito contratto dall'imperatore Massimiliano I del Messico. Nel regolamento si sosteneva: "noi non possiamo riconoscere, e di conseguenza non può essere convertito, il debito contratto dal governo che sosteneva di essere esistito in Messico tra il 17 dicembre 1857 e il 24 dicembre 1860 e dal primo giugno 1863 al 21 giugno 1867".
Nel 1898, con la ratifica del trattato di Parigi dopo la vittoria nella guerra ispano-americana, gli Stati Uniti non riconobbero il debito contratto da Cuba nei confronti della Spagna costituendo, probabilmente, uno dei primi casi di applicazione della teoria del debito odioso. Gli Stati Uniti sostennero che il debito non era stato contratto per perseguire il benessere del popolo cubano in quanto i fondi venivano usati per reprimere l'opposizione e per incorporare Santo Domingo nei domini spagnoli; che Cuba non aveva acconsentito al debito; che i creditori erano a conoscenza di come venivano impiegati i fondi prestati. Dall'altra parte la Spagna sostenne la teoria della successione tra Stati, per la quale il debito pubblico viene trasmesso automaticamente al nuovo Stato. Anche l'Unione Sovietica, nel 1918, ripudiò i debiti contratti dal previgente governo zarista.
Il concetto fu poi formalizzato dal giurista di origini russe Alexander Nahum Sack, già ministro dello zar Nicola II e poi professore di diritto a Parigi. Nel libro Les effets des transformations des états sur leurs dettes publiques et autres obligations financièrs. Traité juridique et financier pubblicato nel 1927, Sack sostiene: "se un governo dispotico incorre in un debito non per bisogni o per interessi dello Stato, ma per rafforzare il regime dispotico, per reprimere la lotta della popolazione contraria al regime stesso, tale debito è odioso per la popolazione dell'intero Stato. Questo debito non è un'obbligazione per la nazione: è un debito del regime che lo ha contratto, è un debito personale del potere che lo ha contratto; di conseguenza esso si estingue con la caduta di questo potere". Nel 1919 con il trattato di Versailles viene applicato il concetto di Debito odioso. L'art. 254 del trattato prevedeva l'assunzione del pagamento di una parte del debito tedesco in capo alle potenze a cui venivano ceduti territori dell'ex impero. Tuttavia l'art. 255 sollevava dal pagamento di questi debiti la Francia e la Polonia, la prima nella misura dei debiti contratti per l'Alsazia e la Lorena e la seconda nella misura stabilita come avente origine per le misure prese dai Governi tedesco e prussiano, per la colonizzazione tedesca della Polonia.

## Alcuni casi

### Caso Tinoco
Nel 1922 la Costa Rica, con una legge, rifiutò il pagamento dei debiti contratti dal dittatore Federico Tinoco con la Royal Bank of Canada. Il giudice William Howard Taft, arbitro della disputa nata tra Costa Rica e Gran Bretagna, considerò che il governo Tinoco potesse sì vincolare la Costa Rica agli obblighi internazionali, ma non potesse obbligare la Costa Rica al pagamento dei debiti in quanto “contratti nel momento in cui la popolarità del governo Tinoco era scomparsa, e nel momento in cui il movimento politico e militare, con l'obiettivo di rovesciare tale governo, stava guadagnando forza". Quindi la legge della Costa Rica fu dichiarata compatibile al diritto internazionale.

### Trattato di pace con l'Italia
In occasione dei trattati di Parigi del 1947, in base al principio per cui i debiti contratti dallo Stato predecessore per la guerra o per la propria espansione in un altro territorio non potevano essere devoluti allo Stato successore, la Commissione di conciliazione franco-italiana sostenne l'inconcepibilità dell'assunzione da parte dell'Etiopia del debito contratto dall'Italia per la conquista del territorio etiope.

### Il debito iracheno
Nel 2003 negli Stati Uniti alcuni autori discussero sulla teoria del debito odioso riguardo ai 125 miliardi di dollari accumulati come passività dal governo del presidente Saddam Hussein. Venne quindi promosso nella sede del Congresso degli Stati Uniti un disegno di legge per cancellare quel debito in forza degli argomenti forniti dalla teoria del debito odioso ed in quanto tale debito avrebbe reso più difficile la ricostruzione e lo sviluppo economico dell'Iraq.

### Il caso Ecuador
Nel 2007 l'Ecuador dichiara il suo un debito odioso verso il FMI, successivamente ad un'analisi curata da una commissione economica creata appositamente per questo tema. Il risparmio di tale debito ha permesso all'Ecuador di investire in infrastrutture, la cui messa in cantiere aveva un ritardo di circa 40 anni.